# 新潟県立国際情報高等学校
新潟県立国際情報高等学校（にいがたけんりつこくさいじょうほうこうとうがっこう、英称：Niigata Prefectural Kokusai Joho High School）は、新潟県南魚沼市に所在する県立専門高等学校である。愛称は「KJ」(けーじぇー）、英略はNKJHS。
新潟県内の高等学校で唯一｢スーパーグローバルハイスクール｣（SGH）と｢ユネスコ・スクール｣に指定されている。

## 概要
本校は1992年に開校した。

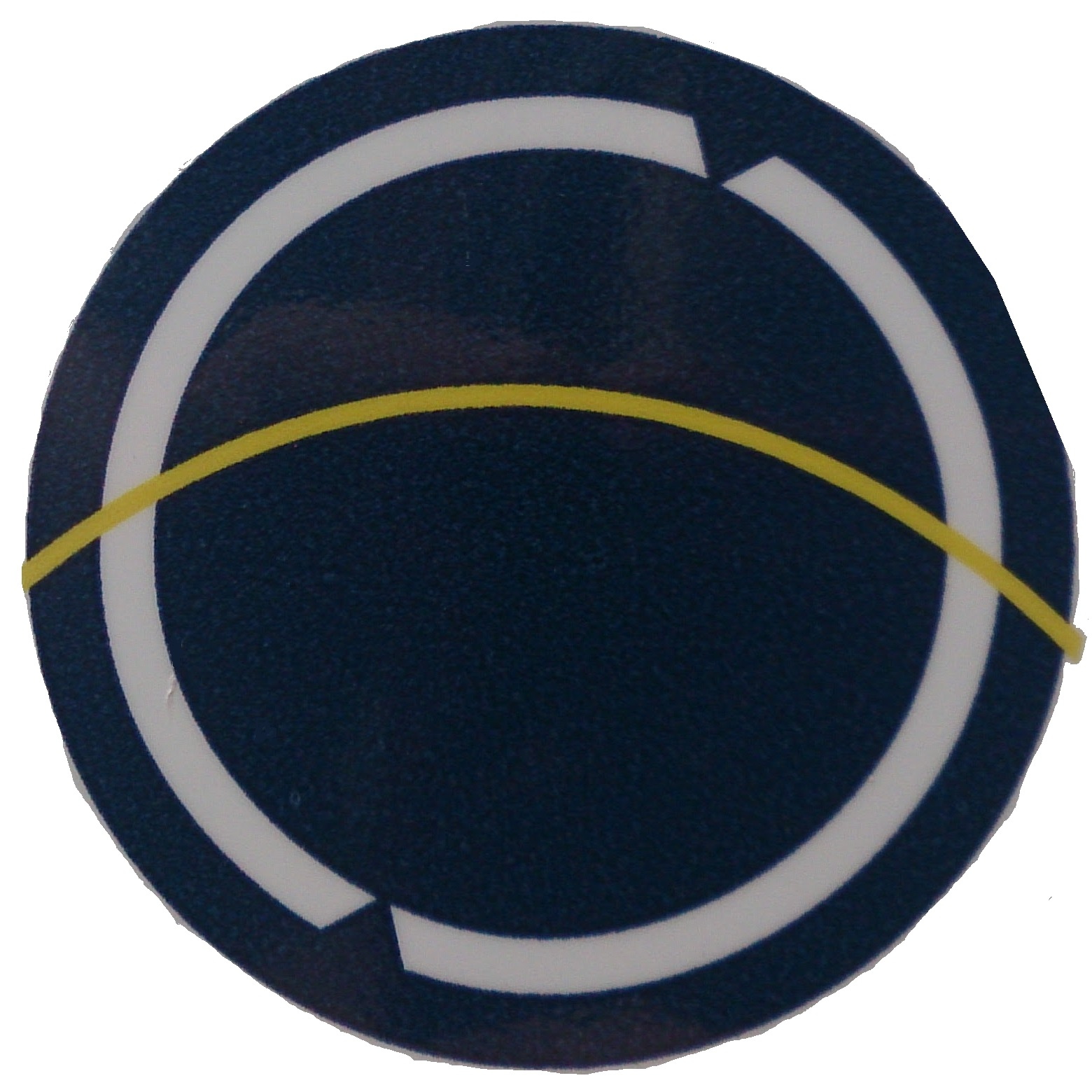
校章

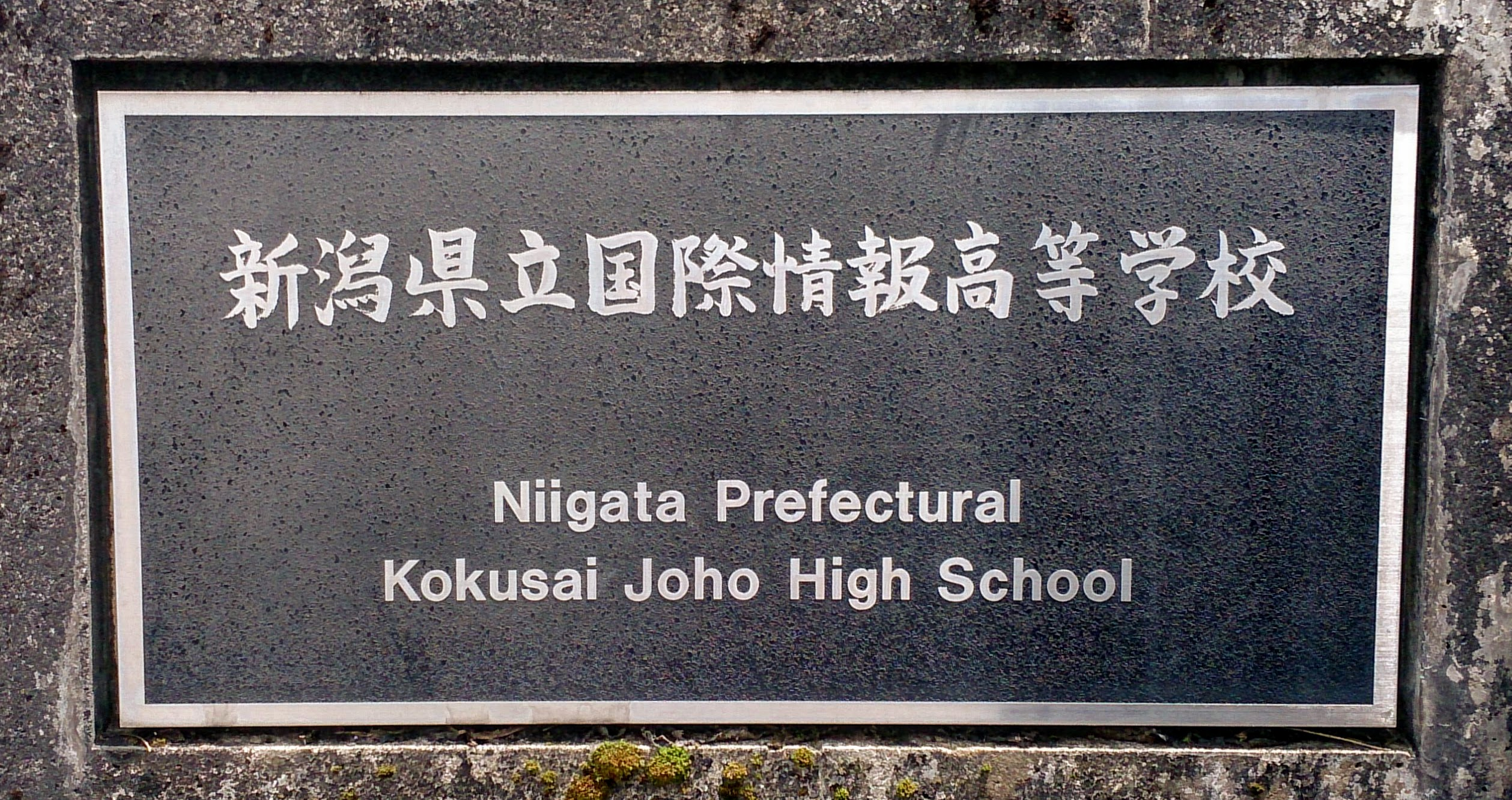
学校表示

40人学級×4クラスと小所帯ではあるが、1学級あたりの教員数は3名で、その内訳はクラス主任・担任・副担任である。
基本的なカリキュラムは両科とも一般的な普通科と全く同等であるが、設置名目上は専門教科「英語」を中心に履修する「国際文化科」と、専門教科「理数」を中心に履修する「情報科学科」からなる。これらは専門学科（ただし、他県における英語科・理数科に相当し、職業科目の授業は実施しない）であり、新潟県外から生徒を募集できることを特徴とした。
また、遠方から通う生徒の為に学校近辺に複数の学生寮もあり、全校生徒の3分の1程の生徒が入寮している。
そのほか、本校では他校で広く実施されている観光を目的とした修学旅行の実施は、開学当初から2010年代以降の現在に至るまで行われていないが、それらの代わりに関東方面（国会議事堂など）を訪問する研修旅行や、語学研修と海外交流を目的とした東南アジアなどを訪問する海外研修旅行が例年実施されている。
修学旅行がないことにとどまらず、本校では全国各地の高校で広く実施されている文化祭も本校では全く行われていない。
文化部・発表会という行事こそあるが、内容は一般的な文化祭とは全く異なり、授業内容や文化部の活動を全校生徒を前にして発表する場となっている。
開校から16年が経った2008年度から新潟県立高校の全日制普通科の学区制が完全に撤廃されたことを受けて、「名目上の専門学科」として学区外から生徒募集する特色は失われつつある。
また、2008年度入試から文理の枠を撤廃し、「専門系」として生徒を募集する、いわゆる「くくり募集」が実施されていた が、2012年度入試の4年間で廃止された。なお、2010年代に入った近年は定員割れが続いており、2018年度に至るまで各学科で通年2次募集が実施されている状況である。
開学時よりブレザー（ネクタイ）タイプの制服を採用していたが、2018年度入学生より制服を改定し、ブレザーとリボン（女子）タイプのものを新たに採用した。

## 設置課程
- 全日制課程（4学級設置）
  - 国際文化科（外国語）
  - 情報科学科（理数）

## 沿革
- 1991年（平成3年）7月12日 - 設置が認可される。
- 1992年4月1日 ‐ 新潟県立国際情報高等学校として開校。
- 1993年2月24日 - アメリカ合衆国 イリノイ州エヴァンストン市の学校と姉妹校提携。
- 2004年4月2日 - オーストラリア連邦 南オーストラリア州 アデレード市の学校と姉妹校提携。
- 2004年10月23日 - 新潟県中越地震の発生により11月2日まで臨時休校を実施する。
- 2011年10月15日 - 創立20周年記念式典・講演会挙行。
- 2013年度 - 海外大学進学コース開設。
- 2014年度 - スーパーグローバルハイスクール（SGH）アソシエイト校に指定される。
- 2015年度 - スーパーグローバルハイスクール（SGH）に指定される。
- 2018年度 - 平成30年度入学生より、制服の全面改定が実施される。これにより、開校当時から続いた伝統の制服が一新される。

## 特色
本校は他校にはない特色が複数ある。
他の県立他校にはない学食や学生寮が設置されているほか、平日は毎朝10分間の小テストが実施されている。小テストでは8割以上の点が取れた生徒（合格者）は掲示板に張り出され、不合格となった生徒は放課後に追試を受験するシステムを取っている（このテストは成績に反映されている）。
そのほかにも1学級3人担任制を導入 しており、本校で独自に導入されている宅習記録帳では、交換日記形式で生徒とコミュニケーションを取りながら各担任が交代で生徒の自宅学習の状態が計画的に測れるようになっている。
また、1年次8月には職場訪問が実施されており、病院・裁判所・農業試験場・各種企業や新潟大学を訪問する。

### 学食
本校の校地周辺にはコンビニ等が一切なく、購買が校舎内に設置されていない。（パンなどの購買が1週間に数回外部の人が開く）校舎隣には学校食堂「カフェテリア・カンエツ」が設置されている。学生寮に入寮している生徒をはじめ、職員などの利用者は多い。平日はもとより土日も営業しており、講習や模擬試験が実施されない休日にのみ休業する。
なお、新潟県立高校に於いて学食が設置されている例は極めて珍しく、2018年5月現在では本校のみである（過去には新潟県立巻高等学校にも設置されていた）。

### スクールバス
本校では、他の県立高校では設置・運行されていない民間の業務委託によるスクールバスがある。休日にも模擬試験・講習などが行われている関係上、完全休校日を除いて毎日運行されている。運行は南魚沼市に本社を置く「（株）魚沼中央トランスポート」が行っており、運用される車両は同社に所属する車輛である。直通バスのため途中の停留所は設けられておらず、浦佐駅とKJとの間を約5分で結んでいる（詳細については、国際情報高校の公式ホームページ内にある「スクールバス」の項にて紹介されているので、そちらを参照されたい）。

#### ギャラリー

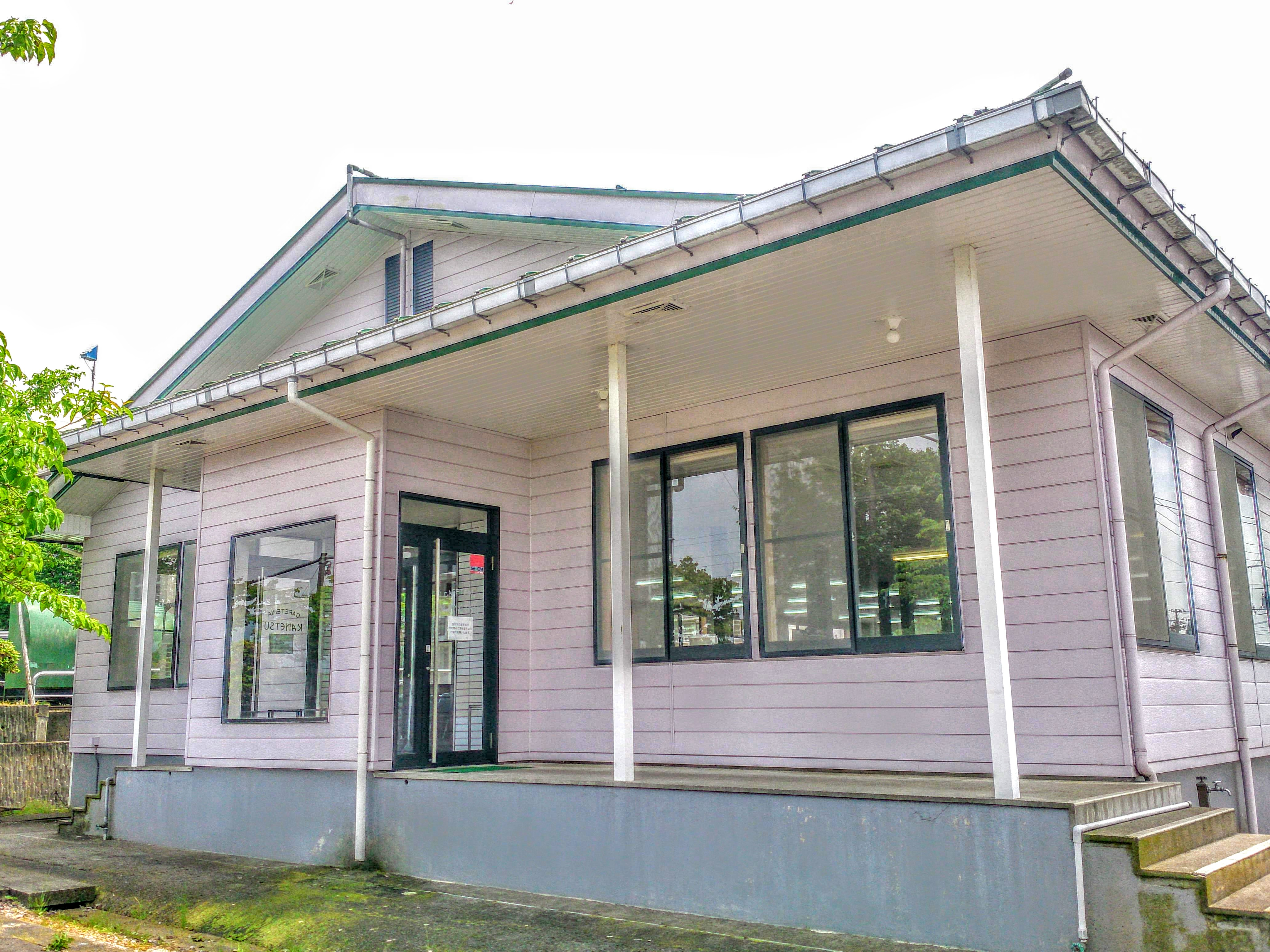
学食の外観
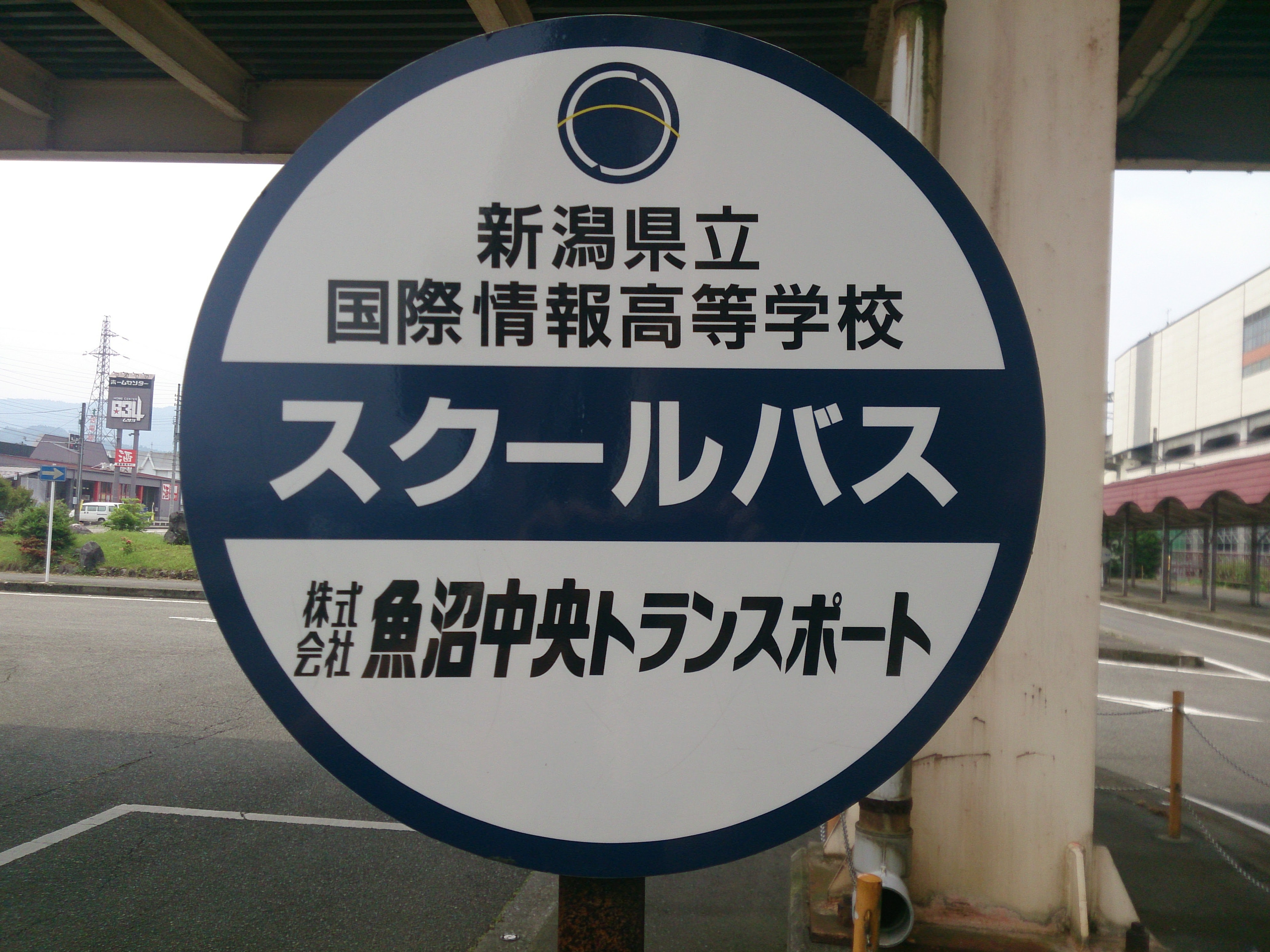
浦佐駅のバス停
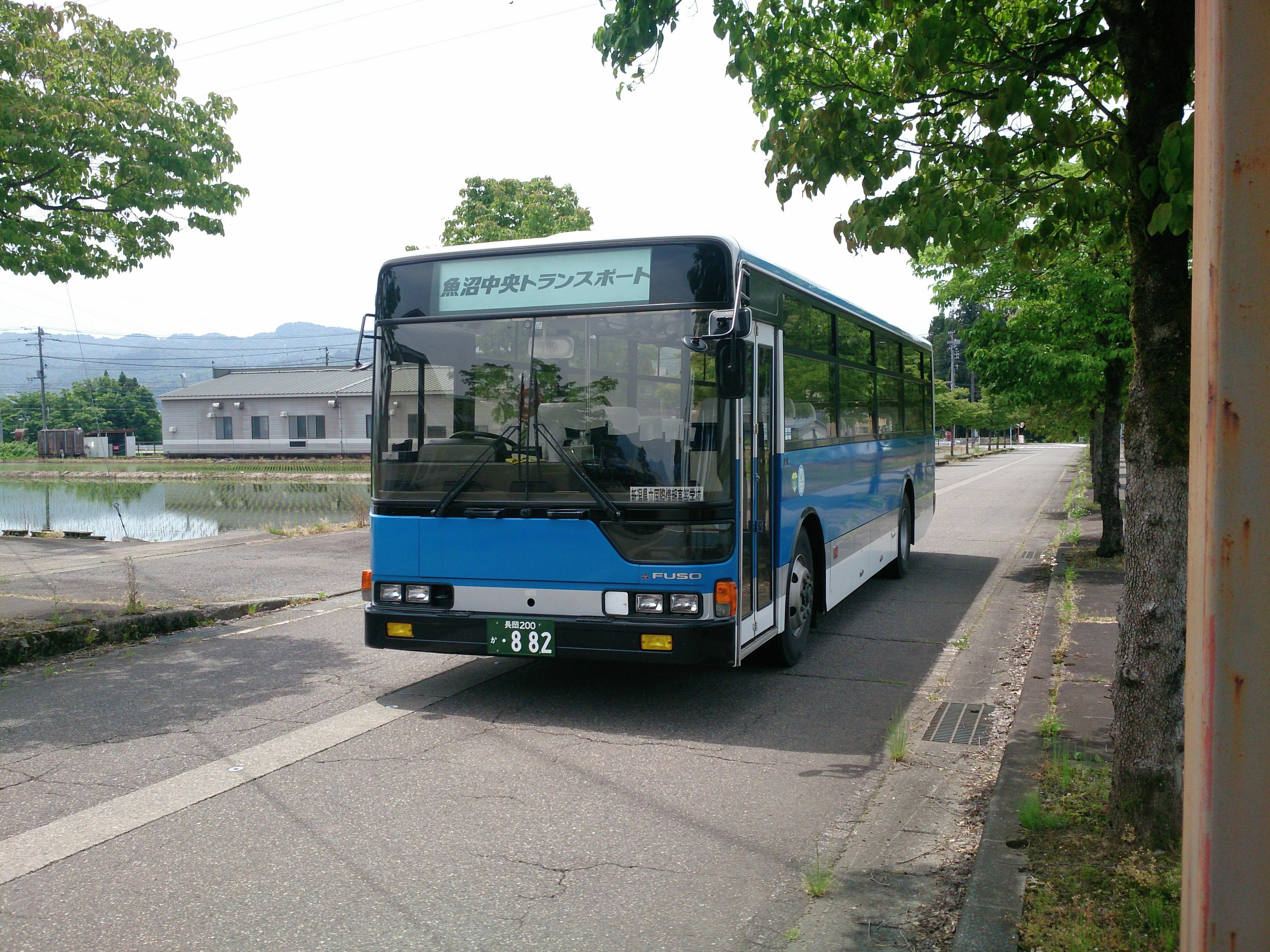
スクールバスのセーフティウィンドウの真上には学校名が掲示されている

## 部活動
特徴としては、男女サッカー部があること。
なお、新潟県内の全日制課程を有する共学の高等学校で特に男子生徒が多く在籍する高等学校では珍しく、野球部が設置されていない。
- 運動部
  - バスケットボール部
  - バレーボール部
  - バドミントン部
  - 卓球部
  - 陸上競技部
  - サッカー部
  - テニス部
  - ソフトテニス部
  - 柔道部
  - 剣道部
- 文化部
  - パソコン部
  - 茶道部
  - 吹奏楽部
  - 美術部
  - ユネスコクラブ

※運動部・文化部共に月・火・木の週3回活動（大会前の場合は除く）である。

## 在校生に関するデータ
- 主な出身中学校　（2016年4月現在）

<長岡市>
新潟大学教育学部附属長岡中学校（51人）、長岡市立東北中学校（15人）、長岡市立東中学校（14人）
<南魚沼市>
南魚沼市立塩沢中学校（26人）、南魚沼市立大和中学校（25人）、南魚沼市立六日町中学校（18人）
<魚沼市>
魚沼市立小出中学校（14人）
<新潟市>
新潟大学教育学部附属新潟中学校（4人）
- 地域別（2016年4月現在）

下越38人（うち新潟市29人、佐渡市2人）、中越313人（うち長岡市131人、小千谷市12人、南魚沼市79人、魚沼市38人、十日町市21人）、上越16人（うち上越市15人）、その他（新潟県外、外国）4人、全数371人である。
- 生活場所　（2016年4月現在）

男子（自宅：81％　寄宿舎19％）、女子（自宅：89％　寄宿舎11％）
- 通学手段　（2016年4月現在）

新幹線：9％　新幹線以外の鉄道：66％　徒歩17％　その他（バス・自転車含む）7％
このほかにも、千葉県や東京都の中学校から進学する生徒や、中国からの留学生などが在学している。

## 合格・進学状況
15期生（2009年3月卒）から23期生（2017年3月卒）までの主要な進路状況を示す。括弧内の数字は、15期生から23期生の総計を表す。なお、すべて現役のみのデータであり過年度生は含まれていない。
・国内国公立大学 （合格数）
北海道（18）、東北（58）、東京（10）、京都（4）、名古屋（6）、大阪（10）、九州（2）
東京工業（3）、一橋（8）、東京学芸（16）、お茶の水女子（7）、筑波（24）、千葉（18）、新潟（183）、埼玉（21）
・国内私立大学 （合格数）
青山学院（36）、学習院（8）、慶応義塾（31）、中央（115）、東京理科（85）、法政（76）、明治（100）、立教（46）、立命館（59）
・海外大学（合格数）
University of Oregon　　The State University of New York　　Mount Allison University　　University of California, Davis など（44）
・国公立大学合格率 （単位：パーセント）
15期：86.7　16期：68.0　17期：68.3　18期：67.7　19期：62.0　20期：56.1　21期：64.7　22期：70.4　23期：66.6
・大学等進学率 （単位：パーセント）　※短期大学や専門学校等、その他の教育機関を含んだ進学率
15期：92.0　16期：87.3　17期：84.9　18期：82.0　19期：84.5　20期：82.0　21期：89.3　22期：90.1　23期：86.3

## 学校行事
- 4月 - 入学式・新入生研修（於：巻）
- 5月 - 勤労体験学習・田植え
- 6月 - 球技大会・オープンスクール
- 8月 - 1年：職場訪問・2年：大学見学・3年：学習合宿（於：志賀高原）
- 9月 - 1・2年：チャレンジウォーク・3年：八海山登山・勤労体験学習（稲刈り）・オープンスクール
- 10月 - 体育祭・収穫祭・文化部発表会：文化講演会
- 12月 - 球技大会（3年生除く）
- 1月 - もちつき大会・百人一首大会（3年生除く）・1年チャレンジスキー（於：八海山麓スキー場）

（注：2010年度までは浦佐スキー場）
- 2月 - 2年チャレンジスキー（於：志賀高原）
- 3月 - 卒業式・1年生：海外研修

## 交通アクセス
- 魚沼トランスポート・浦佐駅東口バス停より直通スクールバス乗車（所要時間：約5分）
- JR東日本 上越新幹線・上越線 浦佐駅（東口）より浦佐大橋を渡り南へ徒歩：約25分
- 南越後観光バス・浦佐駅 東口バス停より徒歩：約25分

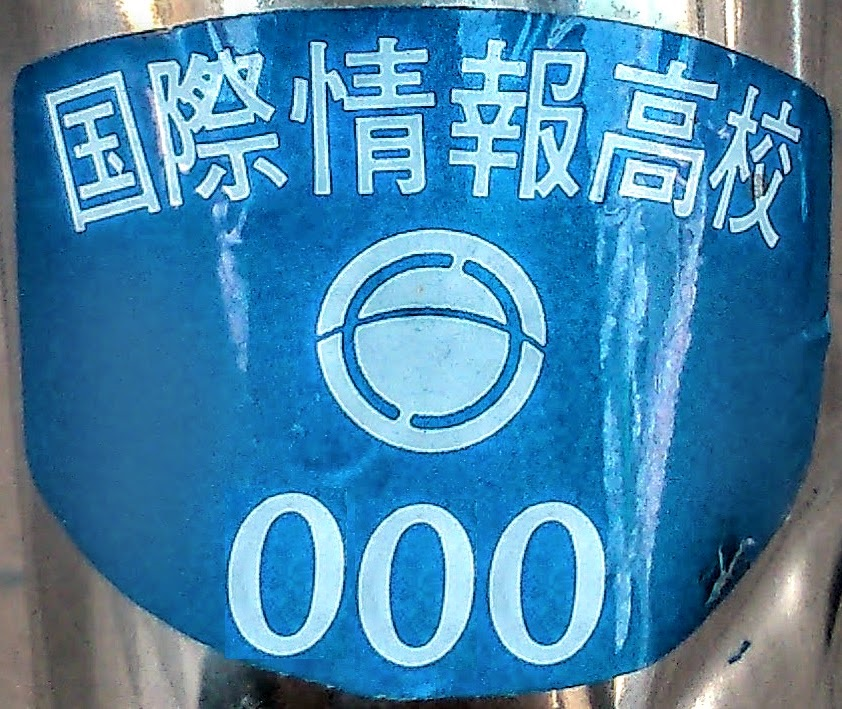
自転車で通学する生徒に対して提供されるステッカー（撮影：2017年7月8日）

（なお、自転車通学が認められている）

## 著名な出身者
- 伊藤綾〈社会起業家〉
- 桑原悠（新潟県津南町長）
- 池田拓史（新潟アルビレックス・ベースボール・クラブ社長）
- 中田エミリー（NST新潟総合テレビアナウンサー）
- 池田伸子（NHKアナウンサー）
- 渡辺弥生（将棋女流棋士）